# Jaume I
Jaume I – stacja metra w Barcelonie, na linii 4. Stacja została otwarta w 1926.